# Exynos 9820
Exynos 9820は、サムスン電子が開発したモバイル機器向けSoCである。Exynosシリーズで初めて8nmプロセスを採用し、AI処理プロセッサのNPUをハードウェアで実装した。

## 概要
2018年11月14日（韓国時間）に発表された。CPUは高負荷処理用に第4世代のカスタムCPU Mongoose 4を2コア、汎用処理用にARM Cortex-A75を2コア、低負荷処理用にARM Cortex-A55を4コアのオクタコア構成。GPUはARM Mali-G76を12コア搭載している。
前世代のExynos 9810と比較してCPUが20%の性能向上と40%の電力効率改善、GPUが40%の性能向上と35%の電力効率改善を実現している。
上記したようにExynosシリーズで初めてAI処理用のNPUを搭載したプロセッサであり、ソフトウェアで処理していたExynos 9810からおよそ7倍高速に処理できると謳っている。
エンコード、デコード機能も強化され、最大で8k/30fps、4k/150fpsの動画撮影が可能となっている。
対応ストレージはUFS 2.1/3.0。Exynos 9810まで対応していたSD3.0(SDカード)は公式では表記されていないが、搭載デバイスであるGalaxy S10シリーズ(5Gモデルを除く)は512GBまでのmicroSDカードを引き続きサポートする。

## 搭載機種
- Samsung Galaxy S10e (グローバル版)
- Samsung Galaxy S10 (グローバル版)
- Samsung Galaxy S10+ (グローバル版)